# Estació de trens de Maulusmühle
L'Estació de trens de Maulusmühle (en luxemburguès: Gare Maulesmillen; en francès: Gare de Maulusmühle, en alemany: Bahnhof Maulusmühle)) és una estació de tren que es troba a prop Weiswampach, al nord de Luxemburg. La companyia estatal propietària és Chemins de Fer Luxembourgeois. L'estació està situada en el ramal ferroviari de la línia 10 CFL, que connecta la ciutat de Luxemburg amb el centre i nord del país.

## Servei
Maulusmühle fou tancada el 14 de desembre de 2014, abans del seu tancament rebia els serveis ferroviaris pels trens de Regional Express (RE) amb relació a la línia 10 CFL entre Luxemburg i Troisvierges, o Gouvy.